# Wybory parlamentarne we Francji w 1945 roku

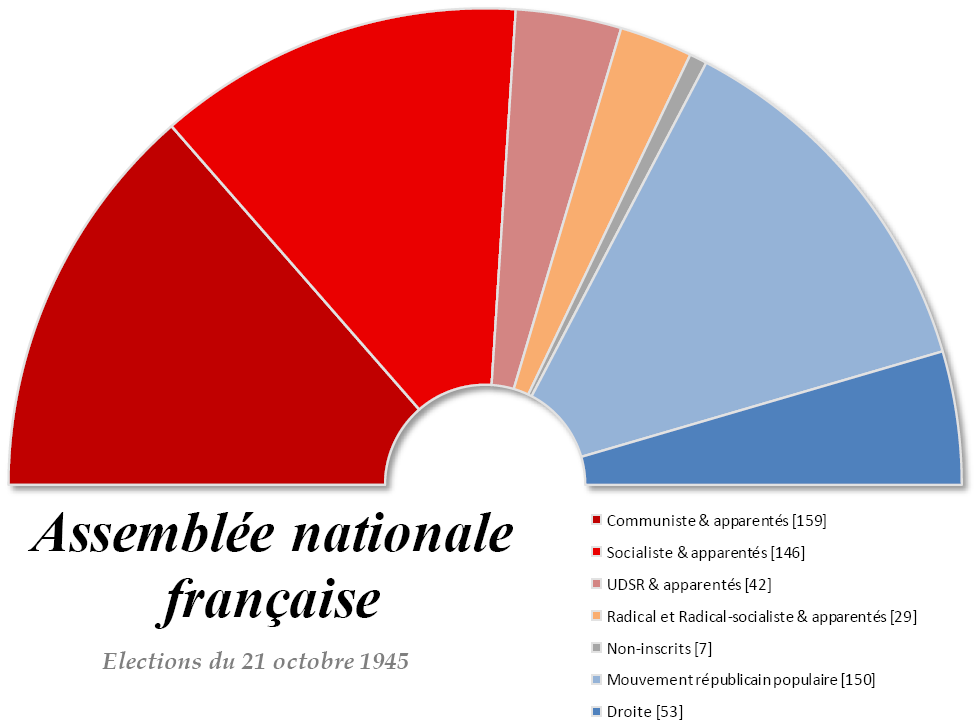
Podział miejsc w Zgromadzeniu Narodowym.

Wybory parlamentarne we Francji w 1945 roku były pierwszymi po II wojnie światowej wyborami parlamentarnymi we Francji, które odbyły się 21 października wraz z referendum konstytucyjnym. Trzy pierwsze partie (PCF, SFIO, MRP) utworzyły tzw. „Sojusz Trzech Partii”. Te trzy zwycięskie ugrupowania rozpoczęły prace nad opracowaniem nowej konstytucji w ramach debaty trójstronnej. Wybory odbyły się w systemie proporcjonalnym. Po raz pierwszy udział w nich wzięły kobiety.   
W wyborach zwyciężyła Francuska Partia Komunistyczna (PCF), która już w wyborach w 1936 r. dokonała wyborczego przełomu w historii francuskiego parlamentaryzmu. Na drugiej pozycji pod względem poparcia znalazł się centroprawicowy Ruch Republikańsko-Ludowy sprzyjający ideom Charles’a de Gaulle’a z 23,91% poparcia. Trzecie ugrupowanie stanowił socjalistyczny Oddział Francuski Międzynarodówki Robotniczej. Trzecie ugrupowanie stanowił  Partia Radykalna, która w okresie Trzeciej Republiki Francuskiej stanowiła pierwszą siłę polityczną, w pierwszych wyborach po II wojnie światowej zdobyła zaledwie 10,5% poparcia i 71 miejsc w Zgromadzeniu Narodowym.

## Wyniki wyborów[5]
| Partie i koalicje | Partie i koalicje | Skrót   | Liczba głosów | % głosów | Miejsca |
| ----------------- | --- | ------- | ------------- | -------- | ------- |
|                   | Francuska Partia Komunistyczna (Parti communiste français)                                                                             | PCF     | 5 024 174     | 26.23    | 159     |
|                   | Ruch Republikańsko-Ludowy (Mouvement républicain populaire)                                                                            | MRP     | 4 580 222     | 23.91    | 150     |
|                   | Oddział Francuski Międzynarodówki Robotniczej (Section française de l'Internationale ouvrière)                                         | SFIO    | 4 491 152     | 23.45    | 146     |
|                   | „Sojusz Trzech Partii” | –       | 14 095 548    | 73.59    | 455     |
|                   | Partia Radykalna (Parti radical) i Demokratyczna i Socjalistyczna Unia Ruchu Oporu (Union démocratique et socialiste de la Résistance) | PR/UDSR | 2 018 665     | 10.54    | 71      |
|                   | Umiarkowani Konserwatyści (Modérés) | M       | 3 001 063     | 15.67    | 53      |
|                   | Pozostali | P       | 37 440        | 0.20     | 7       |
|                   | Łącznie |         | 19 657 603    | 100      | 586     |
|                   | Głosy wstrzymujące: 20.17% |         |               |          |         |

| Wybory parlamentarne we Francji w 1945 roku | Wybory parlamentarne we Francji w 1945 roku | Wybory parlamentarne we Francji w 1945 roku | Wybory parlamentarne we Francji w 1945 roku | Wybory parlamentarne we Francji w 1945 roku |
| ------------------------------------------- | ------------------------------------------- | ------------------------------------------- | ------------------------------------------- | ------------------------------------------- |
|                                             |                                             | % głosów                                    |                                             |                                             |
| PCF                                         |                                             | 26,23                                       |                                             |                                             |
| SFIO                                        |                                             | 23,45                                       |                                             |                                             |
| MRP                                         |                                             | 23,91                                       |                                             |                                             |
| PR/UDSR                                     |                                             | 10,54                                       |                                             |                                             |
| M                                           |                                             | 15,67                                       |                                             |                                             |
| P                                           |                                             | 0,20                                        |                                             |                                             |
|                                             |                                             |                                             |                                             |                                             |

## Liderzy ważniejszych ugrupowań

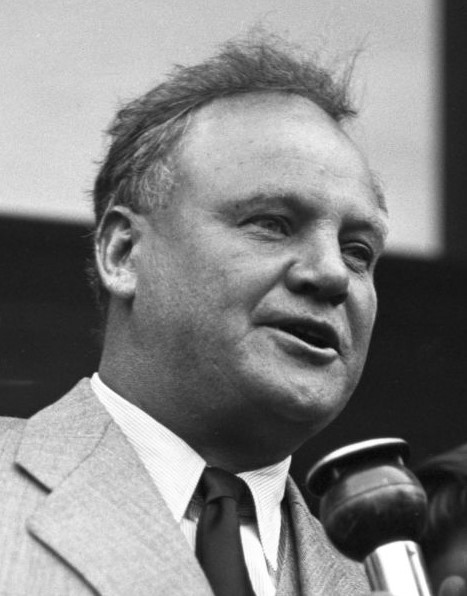
Maurice Thorez – lider Francuskiej Partii Komunistycznej.
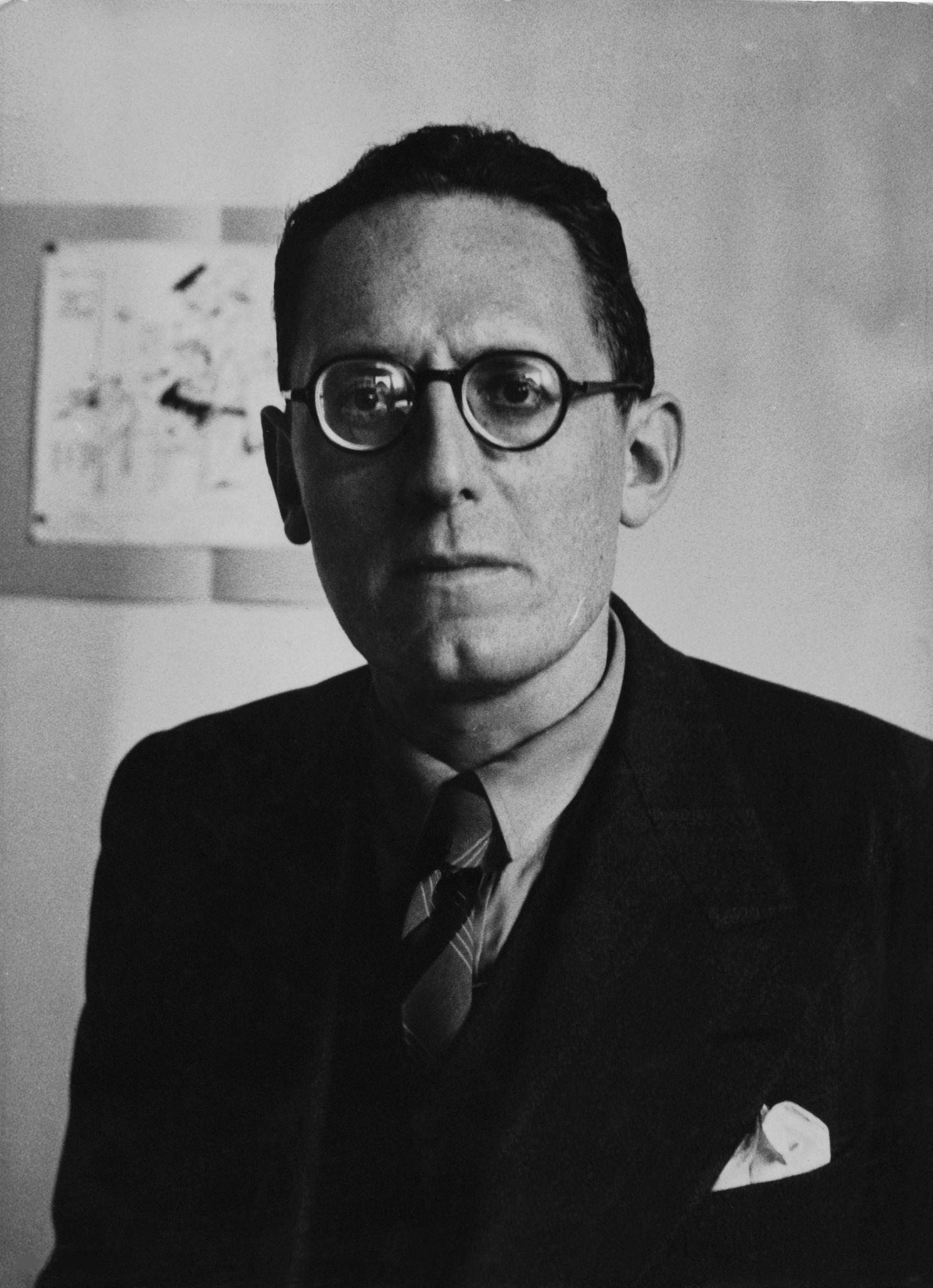
Maurice Schumann – lider Ruchu Republikańsko-Ludowego.
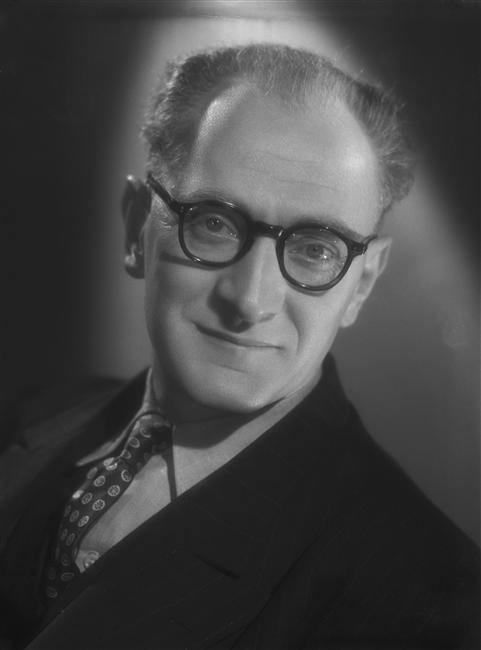
Guy Mollet – lider Oddziału Francuskiego Międzynarodówki Robotniczej.

## Grupy polityczne w Zgromadzeniu Narodowym[6]
| Partia polityczna | Partia polityczna                                          | Miejsca |
| ----------------- | ---------------------------------------------------------- | ------- |
|                   | Francuska Partia Komunistyczna                             | 159     |
|                   | Ruch Republikańsko-Ludowy                                  | 150     |
|                   | Oddział Francuski Międzynarodówki Robotniczej              | 146     |
|                   | Demokratyczna i Socjalistyczna Unia Ruchu Oporu            | 42      |
|                   | Republikańska Partia Wolności                              | 39      |
|                   | Partia Republikańska, Radykalna i Radykalno-Socjalistyczna | 29      |
|                   | Niezależni Republikanie                                    | 14      |
|                   | Pozostali                                                  | 7       |
| Łącznie           | Łącznie                                                    | 586     |